# Leonid Kreutzer
Leonid Kreutzer (San Pietroburgo, 13 marzo 1884 – Tokyo, 30 ottobre 1953) è stato un pianista tedesco di origini russe.
Allievo di Annette Essipova, Kreutzer ha vissuto ed insegnato musica in Giappone per molti anni. Ha registrato copiosamente per l'etichetta giapponese Columbia, concentrandosi sulle opere di Beethoven e Chopin.